# 歐仁貓頭鷹
歐仁貓頭鷹（Orem Owlz），是美國職棒小聯盟球隊，主場在猶他州的歐仁。貓頭鷹隊的母球團是大聯盟洛杉磯安那罕天使隊。
貓頭鷹隊之前叫做普洛佛天使隊（Provo Angels），2004年季後球隊易主，搬遷到鄰近的歐仁，並採用新的圖案和隊名；但母隊仍然是天使。英文隊名的字尾「zz」是參考其他同樣位於「華沙前線」（Wasatch Front）的職業球隊，像是美國職籃的猶他爵士隊、女籃的星星（Starzz）隊、曲棍球的灰熊（Grizzlies）隊、美式足球的閃擊（Blitzz）隊、足球的冰凍（Freezz）隊及鹽湖城蜜蜂的前身─鹽湖城嗡嗡隊(Salt Lake Buzz)等。
貓頭鷹隊隸屬於新秀（Rookie,R）等級中，短期的先鋒聯盟（Pioneer League）。球隊贏得2004和2005年先鋒聯盟的冠軍。貓頭鷹的主場是位於猶他谷地州立學院（Utah Valley State College）校園裡面的橫越馬路球場（Parkway Crossing Stadium）。